# Bestuurlijke indeling van Canada
Canada is een federale staat die op bestuurlijk niveau is onderverdeeld in tien provincies en drie territoria. De provincies van Canada zijn deelstaten met eigen regeringen en parlementen (en zijn dus vergelijkbaar met de gewesten van België). De dunbevolkte territoria hebben minder macht dan de provincies.
De onderverdeling van de provincies en territoria verschilt per provincie en territorium. De meeste deelstaten hebben een tussenlaag tussen het deelstaats- en lokale niveau (met uitzondering van Newfoundland en Labrador), zoals de in verscheidene provincies bestaande "regionale gemeenten" (regional municipality/municipalité regionale).
Het lokaal bestuur wordt voornamelijk verzorgd door de stads- en gemeentebesturen, met verschillende aanduidingen naargelang de provincie of het territorium, evenals door indianenreservaten. Grote delen van Canada bestaan daarnaast uit gemeentevrij gebied.
| Schema van de bestuurslagen van Canada | Schema van de bestuurslagen van Canada | Schema van de bestuurslagen van Canada                               | Schema van de bestuurslagen van Canada | Schema van de bestuurslagen van Canada                                     |
| --- | -------------------------------------- | -------------------------------------------------------------------- | -------------------------------------- | -------------------------------------------------------------------------- |
| Canada[a] - Canada - Canada | 10 provincies[a] - province - province |                                                                      | niet NB, QB, PE                        | lokale gemeenten[b] [c] niet NS - local municipality - municipalité locale |
| Canada[a] - Canada - Canada | 10 provincies[a] - province - province | regionale gemeenten - regional municipality                          |                                        | lokale gemeenten[b] [c] niet NS - local municipality - municipalité locale |
| Canada[a] - Canada - Canada | 10 provincies[a] - province - province | countyON - county                                                    |                                        | lokale gemeenten[b] [c] niet NS - local municipality - municipalité locale |
| Canada[a] - Canada - Canada | 10 provincies[a] - province - province | regionaal districtNB, ON - regional district                         |                                        | lokale gemeenten[b] [c] niet NS - local municipality - municipalité locale |
| Canada[a] - Canada - Canada | 10 provincies[a] - province - province | administratieve regio'sQB - région administrative                    |                                        | lokale gemeenten[b] [c] niet NS - local municipality - municipalité locale |
| Canada[a] - Canada - Canada | 10 provincies[a] - province - province | regionale countygemeentenQB - municipalité régionale de comté        |                                        | lokale gemeenten[b] [c] niet NS - local municipality - municipalité locale |
| Canada[a] - Canada - Canada | 10 provincies[a] - province - province | metropolitane gemeenschapQB [d] - communauté métropolitaine          |                                        | lokale gemeenten[b] [c] niet NS - local municipality - municipalité locale |
| Canada[a] - Canada - Canada | 10 provincies[a] - province - province | regionale administratieQB, alleen Kativik - administration régionale |                                        |                                                                            |
| Canada[a] - Canada - Canada | 10 provincies[a] - province - province | regionale districtenBC - regional districts                          |                                        |                                                                            |
| Canada[a] - Canada - Canada | 10 provincies[a] - province - province | gemeenschappenNS - communities                                       |                                        |                                                                            |
| Canada[a] - Canada - Canada | 3 territoria - territory               |                                                                      |                                        | YU                                                                         |
| Canada[a] - Canada - Canada | 3 territoria - territory               | administratieve regio'sNT - administrative regions                   |                                        |                                                                            |
| Canada[a] - Canada - Canada | 3 territoria - territory               | lokale gemeentenNU - local municipality                              |                                        |                                                                            |
| - a: Canada is een Commonwealth realm en deelt het staatshoofd met de andere Commonwealth realms. Het is een federale monarchie met provincies als deelstaten. - b: De lokale bestuurslagen hanteren vaak andere namen dan hier vermeld. - c: Naast deze bestuurslagen kent Canada op lokaal niveau ook indianenreservaten met zelfbestuur. - d: De metropolitane gemeenschappen zijn een parallelle structuur naast de regionale countygemeenten. |                                        |                                                                      |                                        |                                                                            |

## Overzicht provincies en territoria van Canada
| Vlag                  | Provincie                           | Hoofdstad     | Grootste stad | Toetredingsdatum | Inwoners   | Oppervlakte   | Officiële taal                           |
| --------------------- | ----------------------------------- | ------------- | ------------- | ---------------- | ---------- | ------------- | ---------------------------------------- |
|                       | Alberta                             | Edmonton      | Calgary       | 1 september 1905 | 3.413.464  | 661.848 km²   | Engels                                   |
|                       | Brits-Columbia                      | Victoria      | Vancouver     | 20 juli 1871     | 4.327.431  | 944.735 km²   | Engels                                   |
|                       | Manitoba                            | Winnipeg      | Winnipeg      | 15 juli 1870     | 1.178.491  | 647.797 km²   | Engels                                   |
|                       | New Brunswick                       | Fredericton   | Moncton       | 1 juli 1867      | 748.439    | 72.908 km²    | Engels en Frans                          |
|                       | Newfoundland en Labrador            | St. John's    | St. John's    | 31 maart 1949    | 508.955    | 405.212 km²   | Engels                                   |
|                       | Nova Scotia                         | Halifax       | Halifax       | 1 juli 1867      | 934.172    | 55.284 km²    | Engels                                   |
|                       | Ontario                             | Toronto       | Toronto       | 1 juli 1867      | 12.721.776 | 1.076.395 km² | Engels                                   |
|                       | Prince Edward Island                | Charlottetown | Charlottetown | 1 juli 1873      | 138.596    | 5.660 km²     | Engels                                   |
|                       | Québec                              | Québec        | Montréal      | 1 juli 1867      | 7.669.100  | 1.542.056 km² | Frans                                    |
|                       | Saskatchewan                        | Regina        | Saskatoon     | 1 september 1905 | 985.859    | 651.036 km²   | Engels                                   |
|                       | Northwest Territories (Territorium) | Yellowknife   | Yellowknife   | 15 juli 1870     | 41.929     | 1.346.106 km² | Engels, Frans en 9 lokale inheemse talen |
|                       | Nunavut (Territorium)               | Iqaluit       | Iqaluit       | 1 april 1999     | 30.850     | 2.093.190 km² | Engels, Frans, Inuinnaqtun en Inuktitut  |
|                       | Yukon (Territorium)                 | Whitehorse    | Whitehorse    | 13 juni 1898     | 31.151     | 482.443 km²   | Engels en Frans                          |
| Bron: inwoners (2006) |                                     |               |               |                  |            |               |                                          |

| Kaart |
| --- |
| Provincies en territoria van Canada                                                                           |
| Provincies en territoria van Canada                                                                           |
| |
| Engelstalige animatie van de ontwikkeling van de interne grenzen van de Dominion of Canada van 1867 tot heden |